# Roberto Bordoni
Roberto Bordoni (Quilmes, Buenos Aires, 12 de mayo de 1906 - ibídem, 30 de agosto de 1990)  fue un actor cinematográfico argentino.

## Carrera
Bordoni fue un destacado actor de reparto y galán  de unos 40 filmes argentinos junto a figuras de la talla de Libertad Lamarque, Julia Sandoval, Pepe Marrone, Pedro Quíntela, Federico Luppi, Norma Sebré, Charito Granados, Alberto Barrié, Guillermo Murray, Diego Marcote, Beto Gianola y Walter Vidarte.

### Filmografía
- 1942: La casa de los millones
- 1944: La importancia de ser ladrón
- 1945: Dos ángeles y un pecador
- 1945: María Celeste
- 1945: Besos perdidos
- 1947: Cumbres de hidalguía
- 1947: Albéniz
- 1947: El misterio del cuarto amarillo
- 1948: Dios se lo pague
- 1948: Historia de una mala mujer
- 1949: Nace la libertad
- 1950: Toscanito y los detectives
- 1950: Pasaporte a Río
- 1952: Mala gente
- 1954: La edad del amor
- 1955: Pájaros de cristal
- 1955:  Un novio para Laura........Lombardo
- 1956: Después del silencio
- 1956: Sangre y acero
- 1956: El tango en París
- 1957: La casa del ángel
- 1958: Pobres habrá siempre
- 1958: Del cuplé al tango
- 1958: Procesado 1040
- 1959: La caída
- 1960: Los acusados
- 1960: Yo quiero vivir contigo o La gran aventura
- 1960: Creo en ti
- 1962: Cristóbal Colón en la Facultad de Medicina...decano, Dr. Lustari
- 1963: Canuto Cañete, conscripto del 7..........medico
- 1964: Los evadidos
- 1964: Los viciosos
- 1964: Cuando calienta el sol
- 1965: Los hipócritas
- 1966: Necesito una madre
- 1966: Una máscara para Ana
- 1967: Patapufete!
- 1970: Con alma y vida
- 1971: Paula contra la mitad más uno
- 1975: Yo maté a Facundo
- 1979: Alejandra, mon amour[2]
- 1980: Operación Comando

### Teatro
En teatro trabajó en 1943 en la obra, La lettera smarritta, de Darío Niccodemi, junto con Nedda Francy, Ilde Pirovano, Niní Gambier, Guillermo Battaglia y Mario Giusti.
En 1956 actuó en Panorama Desde el Puente de Arthur Miller, estrenada en el Teatro Lasalle, junto con Pedro López Lagar, Berta Ortegosa, Luis Corradi, Juan Carlos Barbieri, Victorio Gerard, María Aurelia Bisutti, Luis Rodrigo, Norberto Aroldi y Hugo Munik.